# USL Dunkerque

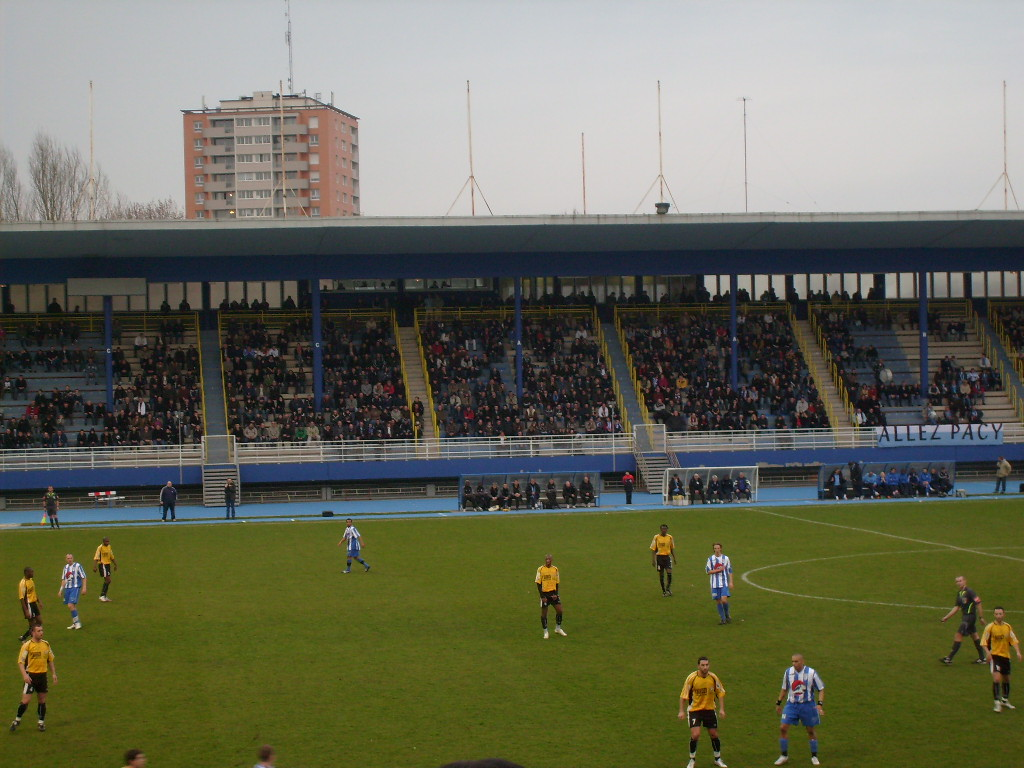
Wedstrijd in het Stade Marcel Tribut

USL Dunkerque is een Franse voetbalclub uit de Noord-Franse stad Duinkerke (fr. Dunkerque). De club speelde 34 seizoenen in de Ligue 2.

## Geschiedenis
Op 1 mei 1909 werd de eerste voetbalclub in Duinkerke opgericht, Stade Dunkerquois. In 1919 werd US Dunkerque-Malo opgericht. In 1923 en 1927 bereikte US de zestiende finales van de Coupe de France. In 1929 bereikte de club, die inmiddels Union Racing Dunkerque-Malo heette, de halve finale van de Coupe Charles Simon. Op weg naar daar werden onder andere US Suisse, Excelsior Roubaix en US Boulogne verslagen. In de halve finale verloor het van FC Sète. In 1930 bereikte de club zelfs de kwartfinale van de Franse beker. In 1935 nam de vereniging het profstatuut aan onder de naam Olympique Dunkerque en speelde tot 1939 in de tweede klasse. In 1937 bereikte de club opnieuw de kwartfinale van de Franse beker en verloor daarin van FC Rouen. De Tweede Wereldoorlog verwoestte de club en na de bevrijding moest Dunkerque opnieuw van nul af aan beginnen onder de naam US Dunkerque.
De club herstelde zich maar langzaam en bereikte pas in 1966 opnieuw de tweede klasse. Na enkele seizoenen middenmoot vestigde het zich in de subtop en eindigde in 1973 voor het eerst op de vierde plaats, met slechts drie punten achterstand op kampioen RC Lens. Vijf jaar later werd Dunkerque opnieuw vierde en een jaar later zelfs derde. Na enkele middelmatige seizoenen werd de club in 1983 nog vijfde. Daarna speelde Duinkerke in de middenmoot en geregeld met een plaats in de subtop. In 1996 degradeerde men na dertig opeenvolgende seizoenen uit de tweede klasse. Na enkele seizoenen degradeerde de club zelfs naar de vierde klasse en in 2002 bereikte de club een dieptepunt in de geschiedenis door naar de vijfde klasse te degraderen. Intussen had de club de naam USL Dunkerque aangenomen.
Na één seizoen kon de club terugkeren en speelt sindsdien in de CFA (vierde klasse). In 2006 werd het vicekampioen achter AS Beauvais. De volgende twee seizoenen werd de club vierde. In 2010 degradeerde Duinkerke en kon na één seizoen terugkeren. In 2013 werd promotie bereikt naar de Championnat National. In 2019/20 werd het seizoen voortijdig beëindigd door de coronacrisis en werd beslist om de top twee te laten promoveren, Dunkerque had slechts één puntje voorsprong op nummer drie US Boulogne en promoveerde zo voor het eerst in 24 jaar naar de Ligue 2. In 2022 volgde een degradatie, maar het daaropvolgende seizoen 2022-2023 werd de ploeg vice-kampioen waardoor het de verloren plaats weer in pakte. Tijdens het seizoen 2023-2024 behaalde de ploeg een zestiende plaats, waardoor het behoud verzekerd werd.

## Overzichtslijsten

### Eindklasseringen sinds 1967
- 1967 14e
Division Interrégionale
- 1968 11e
Division Interrégionale
- 1969 16e
Division Interrégionale
- 1970 9e
Division Interrégionale
- 1971 6e
Division Interrégionale
- 1972 9e
Division Interrégionale
- 1973 4e
Division 2
- 1974 8e
Division 2
- 1975 6e
Division 2
- 1976 11e
Division 2
- 1977 12e
Division 2
- 1978 4e
Division 2
- 1979 3e
Division 2
- 1980 10e
Division 2
- 1981 16e
Division 2
- 1982 12e
Division 2
- 1983 5e
Division 2
- 1984 13e
Division 2
- 1985 14e
Division 2
- 1986 13e
Division 2
- 1987 8e
Division 2
- 1988 8e
Division 2
- 1989 8e
Division 2
- 1990 11e
Division 2
- 1991 17e
Division 2
- 1992 10e
Division 2
- 1993 6e
Division 2
- 1994 8e
Division 2
- 1995 8e
Division 2
- 1996 20e
Division 2
- 1997 10e
National 1
- 1998 14e
National
- 1999 15e
National
- 2000 13e
National
- 2001 9e
National
- 2002 17e
National
- 2003 3e
CFA
- 2004 10e
CFA
- 2005 9e
CFA
- 2006 2e
CFA
- 2007 5e
CFA
- 2008 4e
CFA
- 2009 7e
CFA
- 2010 17e
CFA
- 2011 2e
CFA2
- 2012 3e
CFA
- 2013 1e
CFA
- 2014 5e
National
- 2015 6e
National
- 2016 6e
National
- 2017 6e
National
- 2018 9e
National
- 2019 11e
National
- 2020 2e
National
- 2021 16e
Ligue 2
- 2022 19e
Ligue 2
- 2023 2e
National
- 2024 16e
Ligue 2
- 2025 4e
Ligue 2

- Niveau 2
- Niveau 3
- Niveau 4
- Niveau 5

## Bekende (oud-)Maritimes

### Spelers
- Fons Bastijns
- Jocelyn Blanchard
- Gija Goeroeli
- Kay Tejan
- Alex Thépot

### Trainers
- Luís Castro